# Palazzo dell'Arengario
Il palazzo dell'Arengario è un edificio in stile Novecento costituito da due costruzioni gemelle situato in piazza del Duomo a Milano. Ospita il Museo del Novecento.

## Storia

Piazza del Duomo a Milano in un'immagine precedente al 1936, prima della costruzione del Palazzo dell'Arengario. Sulla sinistra, si intravede il cortile di Palazzo Reale verso piazza del Duomo, mentre al centro è visibile l'ala sporgente di Palazzo Reale chiamata "Manica Lunga", che assieme all'edificio di via Cappellari a destra, è stata demolita per consentire le costruzioni gemelle del Palazzo dell'Arengario.

Fu costruito tra il 1936 e il 1956 su progetto degli architetti Portaluppi, Muzio, Galmanini, Magistretti e Griffini e decorato in facciata con bassorilievi di Arturo Martini. Prende il nome da "arengario", che è sinonimo di "broletto", ovvero del termine con cui si definiva, in tempi antichi, la sede municipale di un Comune. Poco lontano dal luogo dove sorge il moderno Palazzo dell'Arengario era infatti situato il Broletto Vecchio, edificio poi ristrutturato e trasformatosi in Palazzo Reale.
Vincitore del concorso del 1937, il progetto per l'Arengario concluse il processo di rinnovamento urbanistico del centro di Milano, impostato dall'architetto Giuseppe Mengoni che aveva impresso un carattere monumentale all'area attorno al Duomo. L'Arengario fu infatti costruito dopo la demolizione della cosiddetta Manica Lunga, ovvero di due ali sporgenti di Palazzo Reale verso piazza del Duomo, con la conclusione dei lavori che si ebbe con l'intervento di realizzazione della nuova Piazza Diaz.
Dopo un periodo di abbandono, dopo la guerra, negli anni '50 fu ristrutturato e adibito a uffici comunali e provinciali.

### Ristrutturazione e costituzione del Museo del Novecento
All'inizio del 2009 iniziò il cantiere che ha trasformato l'Arengario nella nuova sede del Museo del Novecento su progetto degli architetti Italo Rota e Fabio Fornasari. Inizialmente l'inaugurazione sarebbe dovuta essere nel dicembre del 2009, proprio nel centenario dell'edizione del Manifesto del Futurismo. Il Futurismo, il movimento artistico che lanciò i movimenti d'avanguardie in Italia, riveste una grande importanza all'interno dell'esposizione museale con la presenza di molte opere legate al movimento di Marinetti e Boccioni e che compongono la più completa collezione di quel movimento artistico.
Le trasformazioni per l'apertura del museo hanno visto la costituzione di una lunga promenade tra le opere esposte, molte delle quali furono donate da privati nel corso del Novecento creando così un particolare legame con la città che va oltre la mera collocazione in Piazza Duomo. Questo legame è sottolineato dalla rampa lunga 140 metri di collegamento dalla base della linea Metropolitana all'interno della torre che culmina sulla terrazza che dalla metà del Novecento sovrasta Piazza Duomo. Lungo questo percorso non vi sono esposte opere d'arte ma da questo si passa ai locali del museo. È un percorso esterno alle sale del museo e permette di vedere alcune opere che sono di suggerimento ai temi del museo stesso. In particolare si deve segnalare la presenza de Il Quarto Stato di Pellizza da Volpedo, opera che era precedentemente esposta alla Galleria di Arte Moderna, museo civico dedicato all'arte dell'Ottocento. La scelta di porlo all'inizio dell'itinerario espositivo del museo ne sottolinea il valore di icona del cambio di secolo. Dal luglio 2022 l'opera è stata riportata alla Galleria di Arte Moderna.
Dal 19 dicembre 2007, sulla facciata del palazzo ricoperta per permettere i lavori, fu installata la prima media facciata italiana: uno schermo LED di 487 m² denominato MIA (Milano In Alto). La mediafacciata milanese ha lo scopo di creare un canale diretto di comunicazione, aggiornato con la tecnologia mobile in tempo reale da una redazione giornalistica, fra la città e i suoi cittadini. Al termine dei lavori la media facciata è stata spostata in un altro luogo.

## Descrizione
L'edificio è costituito da due corpi di fabbrica uguali fronteggianti l'arco della Galleria sul lato opposto di Piazza del Duomo. L'impianto plastico doveva ridare equilibrio alla piazza segnando il passaggio dall'antico al moderno. Le facciate originali sono rivestite di marmo di Candoglia, aperte al primo e secondo livello da una doppia serie di alte arcate a tutto sesto, mentre nella base si aprono portali rettangolari, con cornici a raffinati motivi vegetali opera dello scultore Arturo Martini.